# Diego Degano
Diego Walter Degano (Santa Fe, 19 de junio de 1968) es un ex-Nadador Profesional de Aguas Abiertas Argentino. Fue elegido como Olimpia de Oro Argentino en 1992, después de ser Campeón Mundial del circuito mundial de Aguas Abiertas FINA por cuarta vez en su carrera.

## Carrera de aguas abiertas
Nacido el 19 de junio de 1968 en Santa Fe, Degano comenzó en el Ateneo Inmaculada cuando era un niño, para luego entrenar en el club Gimnasia y Esgrima.
A lo largo de su carrera, ganó un total de 14 competencias oficiales del circuito mundial y 25 podios en total, entrenando en el Club Atlético Unión de Santa Fe. Fue apoyado por marcas como Nike, Opel, Diario El Litoral, Cervecería Santa Fe, entre otros.
En 1992 cuando Diego Degano ganó la Santa Fe- Coronda y fue visitado por el presidente Carlos Menem. Su éxito en esta disciplina lo llevó a ser reconocido con el Olimpia de Oro en 1992, siendo el mejor deportista argentino del año.

## Victorias
| Maratones Circuito FINA       | Victorias, por año.    |
| ----------------------------- | ---------------------- |
| Santa Fe-Coronda, Argentina   | 1988, 1990, 1992, 1993 |
| Capri-Napoli, Italia          | 1989, 1992             |
| Lago Magog, Canadá            | 1989, 1990, 1992       |
| Lago San Juan, Canadá         | 1990, 1991             |
| Atlantic City, Estados Unidos | 1992, 1994             |
| Lago Sylvain, Canadá          | 1992                   |

## Reconocimientos
Recibió el Olimpia de Plata en 4 oportunidades (1989, 1990, 1991 y 1992) y en 1992, fue elegido como el Mejor Deportista Argentino del Año y se le otorgó el prestigioso Premio Olimpia de Oro.
Recibió el reconocimiento como Ciudadano Ilustre de la Provincia de Santa Fe en 1991, cuando llevaba 3 años como número 1 del ranking mundial. Su destacada carrera en las aguas abiertas fue recompensada con el Diploma al Mérito Deportivo, otorgado en el Premio Konex en el año 2000. Entre otros, también fue invitado a Almorzando con Mirtha Legrand en 1992.

## Continuidad
Fue Director en el comité organizador de la competencia de la Santa Fe-Coronda a nivel internacional, convirtiéndola en uno de los eventos más importantes en el mundo de las aguas abiertas entre 1998 y 2011.
Diego Degano desempeñó como Subsecretario de Deportes en el ámbito deportivo de la Provincia de Santa Fe entre 2003 y 2006.
Fue responsable del sponsoreo de atletas olímpicos destacados como Germán Chiaraviglio, campeón mundial juvenil y finalista olímpico en salto con garrocha, Santiago Grassi, medallista de plata en los Juegos Panamericanos de Toronto 2015, y Rubén Rézola, quien obtuvo un diploma olímpico en canotaje de velocidad en Londres 2012. 
También participó en coberturas periodísticas de eventos deportivos, tanto a nivel nacional como internacional. Trabajó como enviado especial para el Diario El Litoral en los Juegos Panamericanos de Winnipeg 1999, Río 2007 y los Juegos Olímpicos de Beijing 2008 y Río 2016, como así también producciones para Diario y Radio sobre Londres 2012, Río 2016 y Tokio 2020.En cuanto a cobertura televisiva incluyó los Juegos Olímpicos de Atlanta 1996, Sídney 2000 y Río 2016 en Canal 13 TELEFE Santa Fe, y también se destacó como conductor de la transmisión en vivo de la Maratón Acuática Santa Fe - Coronda durante 15 años.